# Thụ phấn cùng cây
Thụ phấn cùng cây (từ Hy Lạp geiton (γείτωγείτω) = láng giềng + gamein (αμεῖν) = kết hôn) là một loại tự thụ phấn. Thụ phấn cùng cây đôi khi được phân biệt với sự thụ phấn có thể xảy ra từ nó, thụ phấn cùng cây. Nếu một loài thực vật không tự tương thích, thụ phấn cùng cây có thể làm giảm sản xuất hạt giống.
Thụ phấn cùng cây là khi phấn hoa được xuất bằng cách sử dụng một chiều hướng (thụ phấn hoặc gió) từ một bông hoa nhưng chỉ đến một bông hoa khác trên cùng một cây. Đó là một hình thức tự thụ phấn.
Trong thực vật có hoa, phấn hoa được chuyển từ hoa này sang hoa khác trên cùng một cây, và trong các hệ thống thụ phấn của động vật, điều này được thực hiện bởi một vật liệu thụ phấn đến thăm nhiều hoa trên cùng một cây. Thụ phấn cùng cây cũng có thể trong các loài được thụ phấn nhờ gió và thực sự có thể là một nguồn hạt tự thụ tphấnn khá phổ biến ở các loài tự tương thích. Nó cũng xảy ra trong thực vật hạt trần đơn sắc. Mặc dù thụ phấn cùng cây có chức năng thụ phấn chéo liên quan đến một tác nhân thụ phấn, về mặt di truyền, nó tương tự như tự phối vì các hạt phấn hoa đến từ cùng một cây.
Cây đơn tính như ngô cho thấy  sự thụ phấn cùng cây. Thụ phấn cùng cây không thể cho thực vật đơn tính khác gốc nghiêm ngặt.